# Xavier García
Xavier García Gadea, född 5 januari 1984 i Barcelona, är en spansk-kroatisk vattenpolospelare.
García ingick i Spaniens landslag vid olympiska sommarspelen 2004, 2008 och 2012 samt i Kroatiens landslag vid olympiska sommarspelen 2016 och 2020. 
García gjorde tre mål i herrarnas turnering i vattenpolo vid olympiska sommarspelen 2012.
García tog VM-silver för Spanien i samband med världsmästerskapen i simsport 2009 i Rom.
García skrev kontrakt med VK Primorje 2010.